# Корголоев, Батыр Запирович
Батыр Запирович Корголоев (24 марта 1984, с. Калининаул, Казбековский район, Дагестанская АССР, РСФСР, СССР) — российский тайбоксер и кикбоксер, тренер и инструктор по боксу, кикбоксингу и тайскому боксу.

## Биография
Родился 24 марта 1983 года. Образование высшее: окончил Санкт-Петербургский архитектурно-строительный университет. С 2001 года по 2003 год служил в Пограничных войсках в Республике Карелии. КМС по боксу и мастер спорта России по кикбоксингу. С 2013 по 2016 годы проживал в Таиланде, где профессионально занимался тайским боксом и муай-барон в весовой категории 70 килограмм. Тренируется под руководством Руслана Владимировича Нагнибида.

## Спортивные достижения
На профессиональном ринге провел 55 боёв. Одержал 43 победы.
- 2007 год чемпион Санкт Петербурга по Тайскому боксу весовом категории 67кг.
- 2008 год чемпион, первенство г. Санкт Петербург.
- 2008 год серебряный призёр чемпионата Северо-запада.
- 2009 год Победитель в открытом чемпионате и первенстве Республики Карелии по Тайскому боксу.
- 2009 год победитель, в открытом турнире по Тайскому боксу "Кубок Консула Королевства Таиланд".
- 2009 год  чемпион , Кубок Санкт Петербурга по Тайскому боксу.
- 2010 год чемпион , в открытом турнире Ленинградской области на кубок главы г. Петергофа.
- 2011 год чемпион по тайскому боксу, Россия против Голландии среди профессионалов.
- 2012 г. Победитель турнира  по K-1 Fiifoshlon combat среди профессионалов.
- 2013 Чемпионат Люмпини – самый престижный стадион. 23 марта одержал победу над тайским спортсменом и в финале над канадским боксером Zimon * * Sitmonchai.
- 2013 г. 31 октября вышел в финал на  чемпионате мира Toyota Marathon.
- 2014 г. Победитель чемпионата мира турнир WLF Китай.
- 2014 г. 22 февраля в присутствие короля Таиланда на самом популярном чемпионате Таиланда Thai Fight одержал победу над  Rajchasie Pumphanmuang чемпионом Азии среди профессионалов.
- 2014 г. Прошел отборочный тур на Thai Fight.
- 2014 г. На чемпионате среди профессионалов в Камбоджи одержал 3 победы, из них 2 - над камбоджийскими спортсменами, и 1 над Тайским спортсменом.